# 光多制服
光多制服株式会社（みつたせいふく）は、熊本県熊本市に本社を置く制服・水着の製造販売を行う企業である。熊本県内の公立学校長退職者を役員に迎え学校長と直接交渉にあたらせるなど攻めの販売戦略でシェアを伸ばす。

## 沿革
- 1956年9月 - 設立
- 2005年9月2日 - 尾崎商事（現 菅公学生服）の傘下企業となる。

## 概要
熊本県や近県の一部の小中学校・高校、高専、専修学校の制服のほか、官公庁の制服、スポーツウェア、企業ユニフォームなどの製造販売を行っている。

## 支店・工場
支店
- 熊本県
  - 託麻店、大江店、光の森店、西熊本店、東店、イオン熊本店、植木店、大津店、八代店、玉名店、菊池店、人吉店
- 福岡県
  - 大牟田店

工場
- With御船工場
- 協力工場（5工場）、衛星工場（18工場）

## 関連会社
- 菅公学生服
- 北星堂制服